# André-Charles Boulle

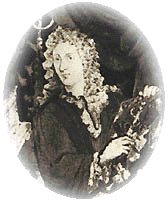
André-Charles Boulle.

André-Charles Boulle (Parijs, 11 november 1642 - aldaar, 29 februari 1732) was een beroemde en invloedrijke Franse meubelmaker, die zich ook onderscheidde als architect, beeldhouwer, houtsnijder, metaalgieter, tekenaar en schilder. Hij perfectioneerde de naar hem vernoemde techniek van de Boulle-marqueterie. De eikenhouten kasten werden belijmd met uitgezaagd schildpad, ivoor, ebbenhout, koper, zilver, tin of messing. De ingelegde metalen werden vaak nog van ornamenten voorzien. Om de samenhang te verstevigen werden de kasten voorzien van verguld bronzen beslag, uitgevoerd door Boulle zelf. Zijn kostbare en overladen stijl werd in de 19e eeuw opnieuw nagevolgd.

## Meubelmaker
Boulles vader Johan Bolt was in 1610 uit Gelre naar Parijs getrokken, waar hij zijn naam had veranderd in Jean Boule en in dienst was getreden bij de weduwe van Jean Senapre, een uit Duitsland afkomstige meubelmaker. Boule had er naam gemaakt als verdienstelijk ebenist of fijnmeubelmaker.

### Ébéniste du roi

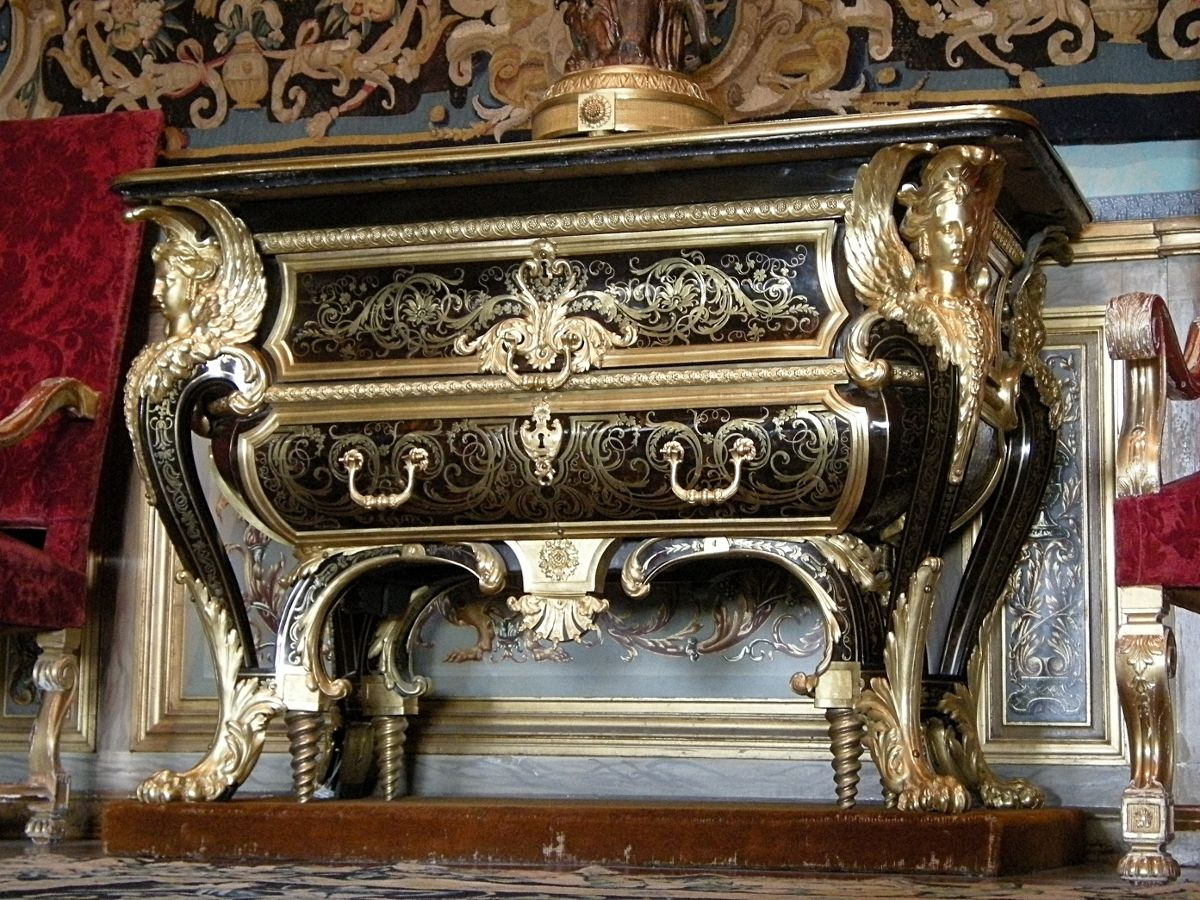
Commode van Boulle met gevleugelde vrouwenfiguren in verguld brons op de hoeken, Kasteel van Vaux-le-Vicomte.

Als jongeman wijdde André-Charles Boulle zijn studie aan tekenen, schilderen en beeldhouwen. Voor 1666 verkreeg hij de titel van meester meubelmaker. Hij had al op jonge leeftijd een meubelwerkplaats met enkele tientallen werknemers en een eigen woning in de galerijen van het Louvre, die door koning Hendrik IV waren gereserveerd voor gebruik door veelbelovende kunstenaars. Dit betekende niet alleen koninklijke bescherming bij de uitoefening van zijn ambacht, maar ook verlossing van de beperkingen opgelegd door het systeem van gilden. Het stelde hem in staat om zowel hout als metaal te bewerken. Op het hoogtepunt van zijn carrière stond Boulle aan het hoofd van een bedrijf met veertig getalenteerde en goed opgeleide ambachtslieden.
In 1672 verleende koning Lodewijk XIV op voordracht van de minister van kunstzaken Jean-Baptiste Colbert toestemming aan Boulle om zich te vestigen in de grote werkplaats van de overleden "premier ébéniste" Jean Macé. Nu mocht Boulle zich de eerste fijnhoutbewerker noemen, de meest vooraanstaande meubelmaker van de koning. De minister roemde Boulle als "le plus habile ébéniste de Paris", de bekwaamste ebenist van de stad. Ook werd hij omschreven als metaalgieter en graveur, vergulder en vervaardiger van marquetrie. De oudste bewaarde kwitantie van een betaling door het koninklijk hof aan Boulle is echter voor "ouvrages de peinture", schilderwerk.

### Marqueteur

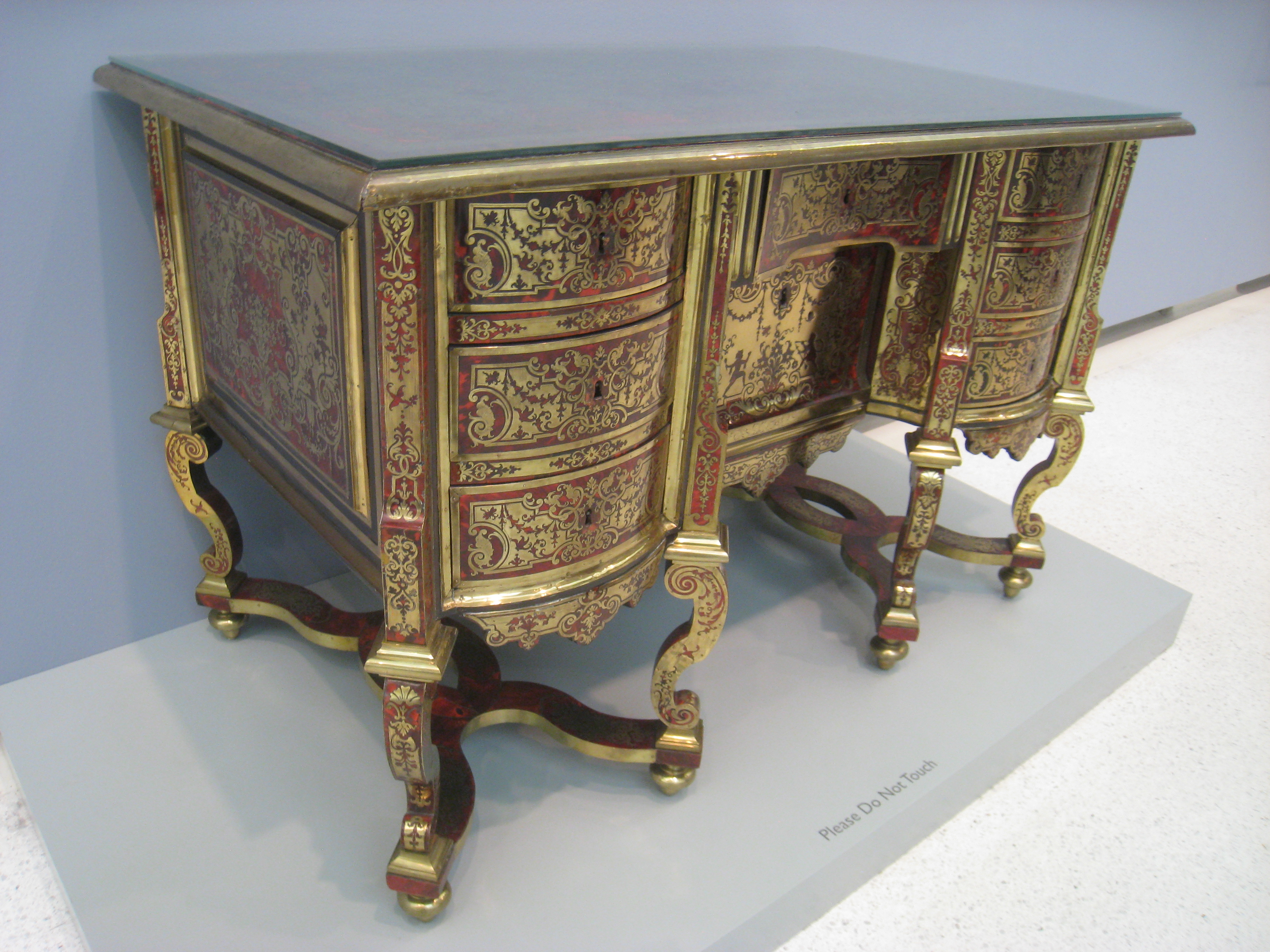
Bureau toegeschreven aan Boulle, Carnegie Museum of Art, Pittsburgh, VS.

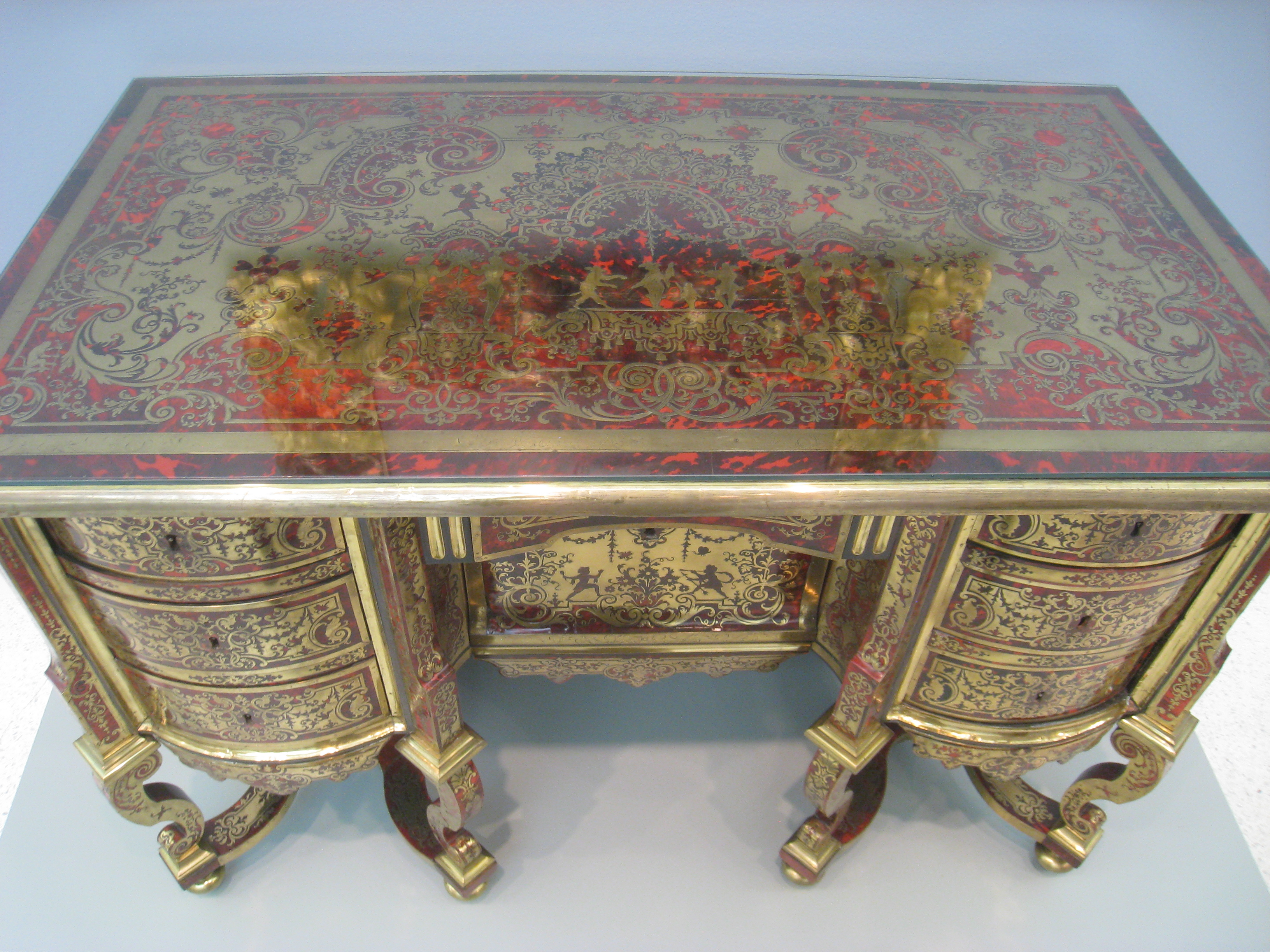
Bureaublad met marquetrie.

Door zijn huwelijk met een dochter van Pierre Gole kon Boulle zich verdiepen in zijn techniek van het inlegwerk. Hij ging een stap verder dan zijn schoonvader door het fineer en inlegmateriaal voor het zagen samen te klemmen. Zo leerde hij een meubel bekleden met een première partie en een tweede meubel met de contre partie. Het metaal werd soms gegraveerd. Vooral messing, maar ook koper, tin, ivoor en hoorn werden ingelegd. Het gebruikte tropische hout werd aangevoerd uit landen in Azië, Afrika en Zuid-Amerika en werd voor gebruik zorgvuldig geselecteerd op onder meer de juiste tekening in de houtdraad.
In navolging van Gole, die het eerste bureau Mazarin bouwde voor kardinaal Mazarin, en op basis van de traditionele commode ladekast ontwikkelde Boulle het bureau als ruim werkblad op twee ladekastjes dat in de volgende eeuwen de secretaire en de lessenaar zou verdringen in studeerkamers. Hij combineerde hierbij de functionaliteit die de kardinaal zocht met het comfort dat de koning verlangde.

### Decorateur
Vele jaren werkte Boulle aan de inrichting van het Kasteel van Versailles, waar de spiegelmuren, de houten mozaïekvloeren, de ingelegde panelen en het met marqueterie overladen meubilair als zijn meest memorabele werk worden beschouwd. De paleiszalen werden kort na de Franse Revolutie ontmanteld, maar de aankleding is tamelijk nauwkeurig bekend uit inventarislijsten en andere beschrijvingen.
Ook buitenlandse vorsten, prinsen en diplomaten en welgestelden uit zijn land van herkomst overlaadden Boulle met opdrachten. Uit zijn werkplaats kwamen geriefelijke commodes, elegante bureaus, sokkels, kunstkabinetten, boeken- en wapenkasten (armoires), klokkasten en verlichtingsarmaturen, rijkelijk voorzien van verguld bronzen beslag en vormgegeven met motieven uit de dieren- en plantenwereld en mythologische voorstellingen. De bloemen, insecten, Cupido's en geometrische patronen ontwierp hij zelf, zijn gebaseerd op prenten of gravures uit de Renaissance of kwamen van andere tekenaars zoals Jean Bérain en Daniël Marot, die een andere dochter Gole huwde.

### Collectioneur

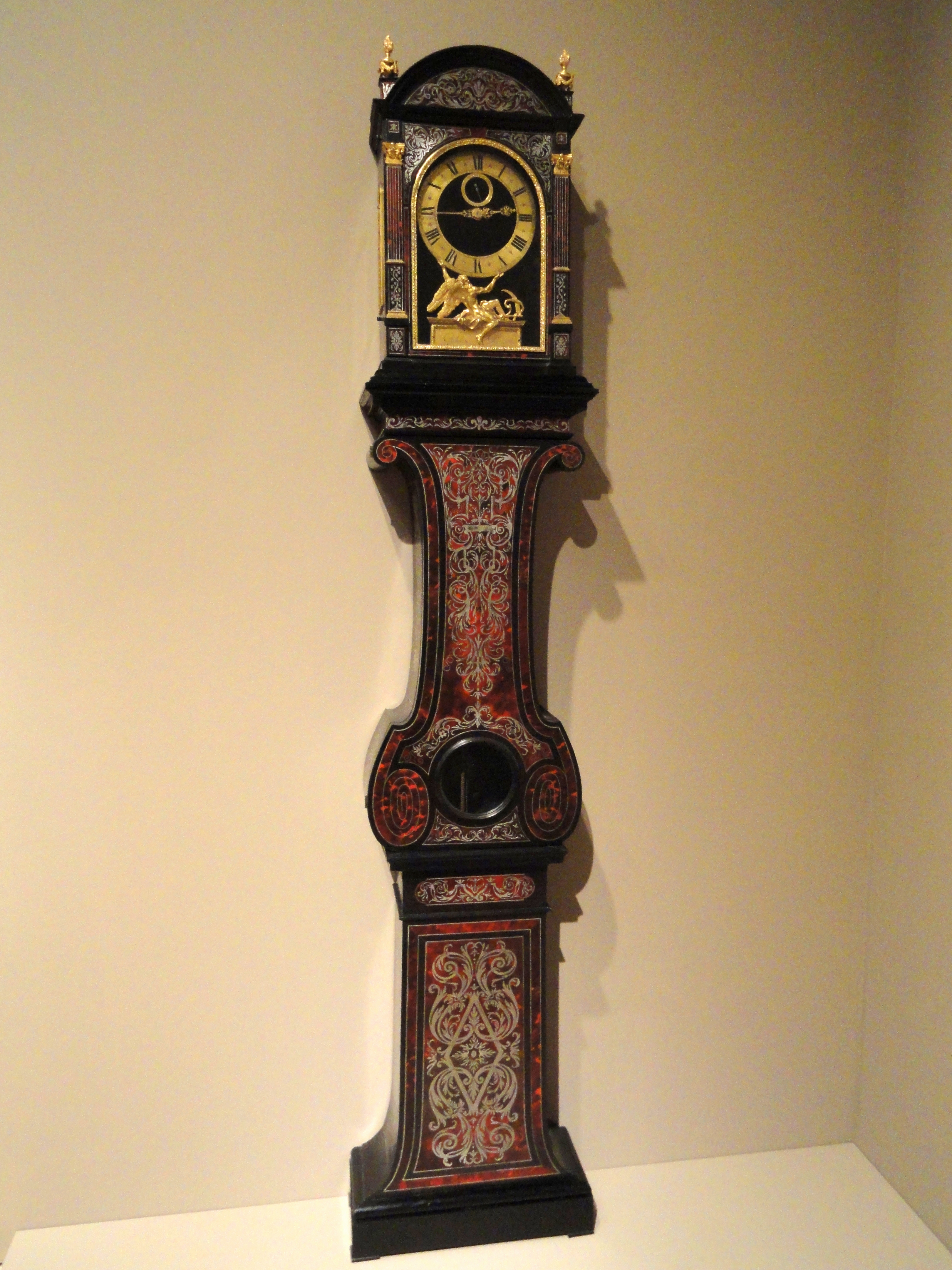
Klokkast van Boulle uit circa 1674, Indianapolis Museum of Art, Indianapolis.

Zijn belangrijkste werken ontstonden in de jaren tussen 1680 en 1710. Hoewel Boulle in 1715 zijn zoons eigenaar maakte van de werkplaats, bleef hij tot zijn laatste dagen actief als bedrijfsleider en als ontwerper van het beslag. Naast zijn gedurfde ontwerpen was ook de precisie van zijn eigen handwerk beroemd. De hoge prijzen die hij rekende, omdat bij zijn werkwijze veel materiaal verloren ging en uitgestelde afleveringen werden minder gewaardeerd. Zeker eenmaal moest de koning met een persoonlijke interventie een faillissement van Boulle voorkomen.
De werkplaats fungeerde ter lering en inspiratie van de werklieden als een kunstkamer met honderden objets d'art, een museum avant la lettre. De verzameling kunstvoorwerpen, die bekendstond als een van de beste en grootste met werk van onder vele anderen Mignard, Bourdon, Rafaël, Rubens en Van Dyck ging vrijwel geheel verloren toen er in de vroege ochtend van 3 augustus 1720 brand uitbrak. De schade werd geraamd op 370770 livres. Boulle overleed op 89-jarige leeftijd met een grote reputatie als kunstenaar, maar ook met grote schulden.
Zijn zoons Jean-Philippe (circa 1678-circa 1744), Pierre-Benoît (1680-1741), Charles-André (1685-1745) en Charles-Joseph (1688-1754) en volgende generaties zetten de traditie van hoogwaardige meubelmakerij voort onder Lodewijk XVI en Napoleon III. Vooral Jean-Philippe en Joseph oogstten succes als ontwerpers in de heersende modes. In 1751 nam Joseph Boulle de Duitse meubelmaker Oeben aan, die de kunst van Boulle zou overdragen aan Riesener.

## Oeuvre
Aan het begin van de 18e eeuw publiceerde hij Nouveaux Desseins de Meubles et Ouvrages de Bronze et de Menuiserie inventés et gravés par A.C. Boulle. Omdat zijn ontwerpen al tijdens zijn leven door vriend en vijand gekopieerd werden en zijn naam synoniem is geworden van een type decoratie, is het vaak niet goed mogelijk om het werk van de meester zelf met zekerheid aan te wijzen. Slechts twee commodes zijn definitief uit zijn werkplaats afkomstig, alle overige meubelstukken kunnen slechts aan hem of aan zijn atelier worden toegeschreven. Het Louvre bezit werk dat aan Boulle wordt toegeschreven. Andere verzamelingen van Boulles werk zijn te zien in het Getty Museum in Los Angeles en de Wallace Collection in Londen. Het Rijksmuseum Amsterdam bezit twee rijkversierde huwelijkskoffers - die prins Hendrik van Bourbon voor zijn dochter Marie-Therèse in 1688 bij Boulle bestelde - en een vroeg kabinet. Ook een met marqueterie ingelegde tafel in het Kasteel van Chantilly, een commode met tinmarqueterie in het Kasteel van Cheverny en meubelstukken in andere paleizen en musea worden gezien als werk van Boulle.

## Werk in openbare collecties (selectie)
- Getty Museum, Los Angeles
- Kasteel van Chantilly
- Kasteel van Cheverny
- Rijksmuseum Amsterdam[8]
- Wallace Collection, Londen

- Bibliothèque nationale de France: cb14006178c (data)
- Gemeinsame Normdatei: 119045664
- International Standard Name Identifier: 0000 0000 6641 1604
- KulturNav: 08093a7d-a7ec-4a96-861a-81641cd374cf
- Library of Congress Control Number: nr89000257
- Nationale Bibliotheek van Letland: 000207279
- Nationale Bibliotheek van Tsjechië: xx0314991
- Nationale Bibliotheek van Israël: 987007289387205171
- Nederlandse Thesaurus van Auteursnamen: 088686558
- RKD-Nederlands Instituut voor Kunstgeschiedenis: 11422
- Istituto Centrale per il Catalogo Unico: VEAV455553
- SNAC: w67d3fvv
- Système universitaire de documentation: 027274411
- Union List of Artist Names: 500029110
- Virtual International Authority File: 22150743
- WorldCat: E39PBJfmjBR4H6Vxpfx8Mrkv73